# W.A.S.P.
W.A.S.P. – grupa muzyczna, która zapoczątkowała swoją działalność w późnych latach 70. Nosiła wtedy nazwę „Sister”.
W 1981 roku, trzech z czterech członków grupy Sister założyło grupę, którą nazwali W.A.S.P. (Tony Richards, Blackie Lawless i Randy Piper). Nazwę grupy wymyślił pierwszy basista Rik Fox (Ryszard Suligowski) pochodzenia polskiego. Skrót W.A.S.P. w mowie potocznej najczęściej jest rozumiany jako: White Anglo-Saxon Protestants (Biali Anglo-Sascy Protestanci) i oznacza jakoby etniczną i ekonomiczną „arystokrację” w Stanach Zjednoczonych od czasów założenia brytyjskich kolonii w Ameryce Północnej. Istnieją także dwa nieoficjalne domysły: We Are Satan's People (czyli Jesteśmy ludźmi szatana) i We Are Sexual Perverts (czyli Jesteśmy seksualnymi zboczeńcami). Zespół zasłynął kontrowersyjnymi występami przed publicznością. Skład grupy wielokrotnie się zmieniał, a do dziś z pierwotnego składu został tylko Blackie Lawless.
Pierwszą płytę nagrali w roku 1984, nazwali ją po prostu W.A.S.P.
Zespół zrezygnował ze swoich zachowań na scenie, ale w roku 1997, podczas trasy koncertowej promującej płytę Kill Fuck Die, Blackie ćwiartował toporem martwą świnię.

## Muzycy

### Obecny skład zespołu
- Blackie Lawless - gitara, wokal (od 1982)
- Doug Blair - gitara (1992-1993, 2001, od 2006)
- Mike Duda - gitara basowa, wokal (od 1996)
- Mike Dupke - perkusja (od 2006)

### Byli członkowie zespołu
- Rik Fox - gitara basowa (1982)
- Don Costa - gitara basowa (1982)
- Tony Richards - perkusja (1982-1984)
- Randy Piper - gitara (1982-1986)
- Chris Holmes - gitara (1982-1989, 1995–2001)
- Steve Riley - perkusja (1984-1987)
- Johnny Rod - gitara basowa (1986-1989, 1992-1993)
- Glenn Holland - perkusja (1987)
- Frankie Banali - perkusja (1989-1995, 2001-2004)
- Stet Howland - perkusja (1991-2001, 2004-2006)
- Patrick Johannson - perkusja (2006)
- David Chirico - gitara (1993)
- Darrell Roberts - gitara (2001-2006)
- Mark Zavon - gitara (2006)

## Dyskografia

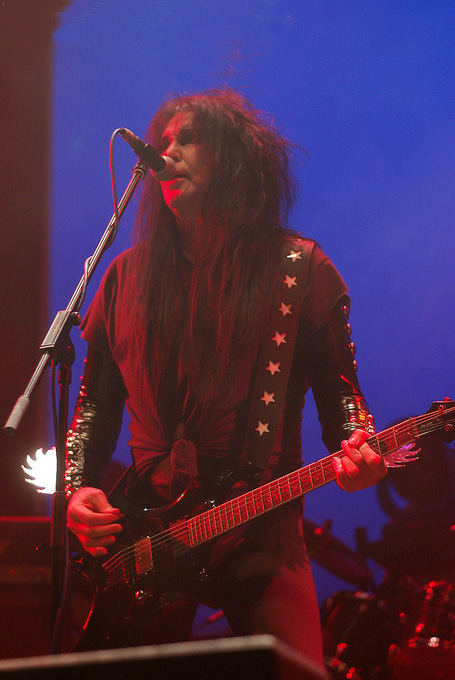
Blackie Lawless podczas koncertu 11 października 2009 roku

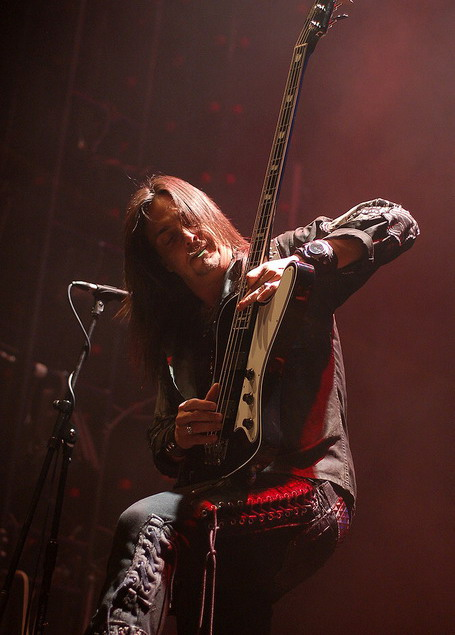
Mike Duda podczas koncertu 11 października 2009 roku

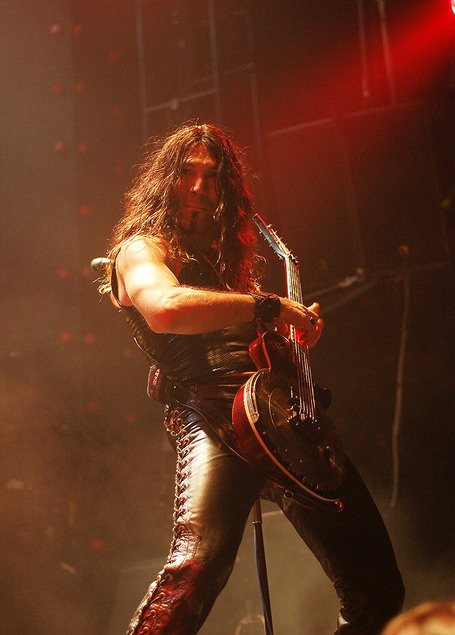
Doug Blair podczas koncertu 11 października 2009 roku

| 1984                           | W.A.S.P. - Data: 17 sierpnia 1984 - Wydawca: Capitol Records                              | 74 | –  | –   | –  | –  | –  | –   | - RIAA: złota płyta |
| 1985                           | The Last Command - Data: 9 listopada 1985 - Wydawca: Capitol Records                      | 49 | 15 | –   | –  | –  | –  | –   | - RIAA: złota płyta |
| 1986                           | Inside the Electric Circus - Data: 8 listopada 1986 - Wydawca: Capitol Records            | 60 | 35 | –   | –  | –  | –  | –   |                     |
| 1989                           | The Headless Children - Data: 15 kwietnia 1989 - Wydawca: Capitol Records                 | 48 | –  | –   | –  | –  | –  | –   |                     |
| 1992                           | The Crimson Idol - Data: 1 sierpnia 1992 - Wydawca: Capitol Records                       | –  | 31 | –   | –  | –  | –  | 33  |                     |
| 1995                           | Still Not Black Enough - Data: 5 października 1995 - Wydawca: Castle Communications       | –  | 40 | –   | –  | –  | –  | 76  |                     |
| 1997                           | Kill Fuck Die - Data: 5 marca 1997 - Wydawca: Raw Power Records                           | –  | –  | –   | –  | –  | –  | –   |                     |
| 1999                           | Helldorado - Data: 18 maja 1999 - Wydawca: CMC International                              | –  | 49 | –   | 59 | –  | –  | –   |                     |
| 2001                           | Unholy Terror - Data: 3 kwietnia 2001 - Wydawca: Metal-Is                                 | –  | –  | –   | 88 | –  | –  | –   |                     |
| 2002                           | Dying for the World - Data: 11 czerwca 2002 - Wydawca: Metal-Is                           | –  | –  | –   | 82 | –  | –  | –   |                     |
| 2004                           | The Neon God: Part One – The Rise - Data: 20 kwietnia 2004 - Wydawca: Sanctuary Records   | –  | 26 | 176 | –  | –  | 26 | –   |                     |
| 2004                           | The Neon God: Part Two – The Demise - Data: 28 września 2004 - Wydawca: Sanctuary Records | –  | –  | –   | –  | –  | –  | –   |                     |
| 2007                           | Dominator - Data: 16 kwietnia 2007 - Wydawca: Demolition Records                          | –  | 40 | 147 | 72 | –  | 35 | —   |                     |
| 2009                           | Babylon - Data: 12 października 2009 - Wydawca: Demolition Records                        | –  | 24 | –   | 61 | 54 | 31 | –   |                     |
| 2015                           | Golgotha - Data: 2 października 2015 - Wydawca: Napalm Records                            | 93 | 6  | 153 | 18 | 36 | 13 | 199 |                     |
| „—” pozycja nie była notowana. |                                                                                           |    |    |     |    |    |    |     |                     |